# ラクシオ・イン
ラクシオ・イン（英: LAXIO-INN）は、東京都町田市に所在するホテル。ハラグループが運営する。

## 特徴
- 宿泊日当日は、隣接する天然温泉を利用した日帰り温浴施設「ロテン・ガーデン」の入館料が無料で利用できる。

## 沿革
- 2008年3月 ハラグループ13番目の事業として設立（資本金1,000万円）

## 関連会社
- 橋本自動車学校
- ロテン・ガーデン